# 1500 Ювяскюля
1500 Ювяскюля (1500 Jyväskylä) — астероїд головного поясу, відкритий 16 жовтня 1938 року.
Тіссеранів параметр щодо Юпітера — 3,599.